# ميلفيل (لويزيانا)
ميلفيل (بالإنجليزية: Melville, Louisiana)‏ هي بلدة أمريكية تقع في الولايات المتحدة في لويزيانا. يقدر عدد سكانها بـ 1,376 نسمة .

## التركيبة السكانية
حدّد مكتب تعداد الولايات المتحدة بيانات التركيبة السكانية لميلفيل في تعداد الولايات المتحدة. في ما يلي، التركيبة السكانية حسب تعدادي 2000 و2010.

### تعداد عام 2000
بلغ عدد سكان ميلفيل 1,376 نسمة بحسب تعداد عام 2000، وبلغ عدد الأسر 542 أسرة وعدد العائلات 363 عائلة مقيمة في البلدة. في حين سجلت الكثافة السكانية 413.2 نسمة لكل كيلومتر مربع (1,070.2/ميل2). وبلغ عدد الوحدات السكنية 648 وحدة بمتوسط كثافة قدره 194.6 لكل كيلومتر مربع (504.0/ميل2).
وتوزع التركيب العرقي للبلدة بنسبة 52.47% من البيض و45.78% من الأمريكيين الأفارقة و0.87% من الأمريكيين ذوي الأصول الآسيوية و0.87% من عرقين مختلطين أو أكثر و1.74% من الهسبانيون أو اللاتينيون من أي عرق.
بلغ عدد الأسر 542 أسرة كانت نسبة 39.1% منها لديها أطفال تحت سن الثامنة عشر تعيش معهم، وبلغت نسبة الأزواج القاطنين مع بعضهم البعض 40.6% من أصل المجموع الكلي للأسر، ونسبة 20.8% من الأسر كان لديها معيلات من الإناث دون وجود شريك،  بينما كانت نسبة 5.5% من الأسر لديها معيلون من الذكور دون وجود شريكة وكانت نسبة 33% من غير العائلات. تألفت نسبة 31% من أصل جميع الأسر من عدة أفراد يعيشون في نفس المنزل ونسبة 15.3% كانت تتألف من شخص يعيش بمفرده يبلغ من العمر 65 عاماً أو أكثر. وبلغ متوسط حجم الأسرة المعيشية 2.54، أما متوسط حجم العائلات فبلغ 3.17.
بلغ العمر الوسطي للسكان 35.1 عاماً. وكانت نسبة 29.9% من القاطنين تحت سن الثامنة عشر، وكانت نسبة 8.9% بين الثامنة عشر والرابعة والعشرين عاماً، ونسبة 24.3% كانت واقعةً في الفئة العمرية ما بين الخامسة والعشرين والرابعة والأربعين عاماً، ونسبة 23.1% كانت ما بين الخامسة والأربعين والرابعة والستين، ونسبة 13.7% كانت ضمن فئة الخامسة والستين عاماً فما فوق. يوجد لكل 100 أنثى 83.3 ذكر، ويوجد لكل 100 أنثى في الثامنة عشر من عمرها فما فوق 76.1 ذكر.
بلغ متوسط دخل الأسرة في البلدة 18,487 دولارًا، أما متوسط دخل العائلة فبلغ 20,625 دولارًا. وكان متوسط دخل الذكور 22,083 دولارًا مقابل 15,833 دولارًا للإناث. وسجل دخل الفرد الخاص بالبلدة 8,881 دولارًا. وكانت نسبة 35.6% من العائلات ونسبة 40.1% من السكان تحت خط الفقر، وكان من هؤلاء نسبة 47.7% تحت سن الثامنة عشر ونسبة 37.7% في الخامسة والستين من العمر وما فوق.

### تعداد عام 2010
بلغ عدد سكان ميلفيل 1,041 نسمة بحسب تعداد عام 2010، وبلغ عدد الأسر 457 أسرة وعدد العائلات 281 عائلة مقيمة في البلدة. في حين سجلت الكثافة السكانية 312.6 نسمة لكل كيلومتر مربع (809.6/ميل2). وبلغ عدد الوحدات السكنية 554 وحدة بمتوسط كثافة قدره 166.4 لكل كيلومتر مربع (431.0/ميل2).
وتوزع التركيب العرقي للبلدة بنسبة 45.92% من البيض و52.55% من الأمريكيين الأفارقة و0.19% من الأمريكيين الأصليين و0.19% من الأمريكيين ذوي الأصول الآسيوية و0.19% من الأعراق الأخرى و0.96% من عرقين مختلطين أو أكثر و1.83% من الهسبانيون أو اللاتينيون من أي عرق.
بلغ عدد الأسر 457 أسرة كانت نسبة 31.7% منها لديها أطفال تحت سن الثامنة عشر تعيش معهم، وبلغت نسبة الأزواج القاطنين مع بعضهم البعض 30.2% من أصل المجموع الكلي للأسر، ونسبة 23.4% من الأسر كان لديها معيلات من الإناث دون وجود شريك،  بينما كانت نسبة 7.9% من الأسر لديها معيلون من الذكور دون وجود شريكة وكانت نسبة 38.5% من غير العائلات. تألفت نسبة 35.4% من أصل جميع الأسر من عدة أفراد يعيشون في نفس المنزل ونسبة 13.8% كانت تتألف من شخص يعيش بمفرده يبلغ من العمر 65 عاماً أو أكثر. وبلغ متوسط حجم الأسرة المعيشية 2.28، أما متوسط حجم العائلات فبلغ 2.98.
بلغ العمر الوسطي للسكان 43.6 عاماً. وكانت نسبة 24.4% من القاطنين تحت سن الثامنة عشر، وكانت نسبة 8.5% بين الثامنة عشر والرابعة والعشرين عاماً، ونسبة 18.5% كانت واقعةً في الفئة العمرية ما بين الخامسة والعشرين والرابعة والأربعين عاماً، ونسبة 32% كانت ما بين الخامسة والأربعين والرابعة والستين، ونسبة 16.5% كانت ضمن فئة الخامسة والستين عاماً فما فوق. وتوزع التركيب الجنسي للسكان بنسبة 46.9% ذكور و53.1% إناث.